# Prosopocoilus lafertei
Prosopocoilus lafertei is een keversoort uit de familie vliegende herten (Lucanidae). De wetenschappelijke naam van de soort is voor het eerst geldig gepubliceerd in 1852 door Reiche.